# San Juan de Gredos
San Juan de Gredos è un comune spagnolo di 377 abitanti situato nella comunità autonoma di Castiglia e León.